# Bartonjo Rotich
Bartonjo Rotich (ur. 25 maja 1938 w Kabartonjo, zm. 7 października 2019) – kenijski lekkoatleta – biegacz.
Dwukrotny uczestnik igrzysk olimpijskich – Melbourne 1956 i Rzym 1960. Startował, bez większych sukcesów, w biegach na 400 metrów, 400 metrów przez płotki oraz w sztafecie 4 × 400 metrów. W 1958 zdobył brązowy medal podczas Igrzysk Imperium Brytyjskiego i Wspólnoty Brytyjskiej w biegu na 440 jardów przez płotki. Po zakończeniu kariery sportowej studiował w Kenijskim Instytucie Administracji i Oksfordzie, a następnie pracował w administracji rządowej, następnie zajął się zarządzaniem nieruchomościami.
Zmarł 7 października 2019.